# 미자
미자(微子, ? ~ ?)는 중국 상나라의 왕족이자, 서주의 제후국인 송나라의 초대 공작(재위: 기원전 1038년 ? ~ 기원전 1025년 ?)이다. 성(姓)은 자(子) 씨(氏)는 송(宋) 이름은 계(啓)이다. 미(微)나라에 봉해졌고 자작의 작위를 받았으므로 '미자(微子)'라고 한다. 송성(宋姓), 종성(鍾姓), 화성(華姓), 공성(孔姓) 악성(樂姓) 묵성(墨姓), 화성(花姓)의 시조로 전해져 오며, 《논어》에서는 미자, 기자, 비간 세 사람을 '은나라의 세 어진 사람[殷三仁]'으로 부른다. 《사기》 등 한나라의 서적에서는 전한 경제를 피휘하여 이름을 뜻과 발음이 비슷한 '개(開)'로 표기한다.

## 생애
제을의 아들이고, 제신의 서형이며 기자는 숙부이다.
미(微)는 영지의 이름으로 아버지는 상나라 왕 제을이며 황제(黃帝)의 후손이자 제곡과 요임금의 직계 후손이다. 상나라 마지막 왕 주왕의 이복형이고 고조선을 통치했던 기자는 숙부이다. 미자계는 현명하고 올바른 사람이었으나, 후궁이었던 주왕의 생모가 정실이 되면서 권력에 밀려 이복동생에게 왕위를 양보 하게 되었다.
처음에 미(微)나라에 봉해졌는데 정치를 현능하게 하니 백성들에게 인정받고 받들어졌다. 상나라가 혼란하여 장차 망하게 되니 미자는 여러 번 직접 제신에게 가서 간언하였으나 제신은 모두 받아들이지 않았다. 태사(太師) 기자와 소사(少師) 비간과 모의하였는데, 기자가 깨우쳐 말하기를 "정성을 다해 나라를 다스릴 수 있게 된다면 죽어도 한이 없겠으나 죽어도 끝내 그렇게 될 수 없으니 떠나감만 못합니다."라고 하니, 이에 제신에게서 멀리 떠나 미나라로 돌아갔다.
주왕이 주지육림의 방탕한 생활과 폭정을 계속 하자 왕실의 맏형인 미자계는 실정을 멈추라고 여러 차례 간언했으나 매번 무시나 위협을 당했다. 주왕의 숙부 기자는 주왕에게 간언하다가 주왕의 진노를 사서 겨우 목숨을 건진뒤 화를 피하려 광인 행세를 했으나 결국 투옥 되었고 충신 비간은 간언하다가 주왕에게 처형되었다. 이에 미자계는 주왕에게 천명이 떠난 것을 알고 예악(禮樂)을 관장하는 관리들과 제사 도구 등을 가지고 왕실 가족들과 함께 본인의 봉지(封地)로 피했다.
주나라군은 목야 대전에서 상나라에 승리하고, 주왕은 스스로 궁궐에서 분신 자살했다. 미자계는 무왕에게 상나라의 사직이 계속 이어질 수 있도록 해달라고 부탁했고 이에 주왕의 아들 무경(武庚)이 은나라를 계속 이을 수 있도록 해주었다. 그러나 상나라가 다시 부활할 것을 우려하여 자신들의 형제인 관숙(管叔) 선, 채숙(蔡叔) 도, 곽숙(霍叔) 처[1]를 감시자로 보냈다. 이들을 3인의 감시자라는 하여 삼감(三監)이라고 부른다.
주왕이 죽은뒤에 상나라는 하늘에 드리는 제례의식이 근본이라 제례를 이어갈수 있도록 무왕에게 요청했으며 이러한 의지는 송나라의 초대왕에 봉해지는 결과로 이어진다. 주왕실과는 혈연관계였기도 했지만 무엇보다 주왕의 폭정으로 민심을 잃어 일시적으로 영토를 빼앗겨 귀순했어도 당시 인식은 상나라 왕실과 천자의 후예들을 감히 함부로 할수가 없었기 때문이다.
천제께 제사를 올리는 특권은 천자에게만 허락되는게 통례지만 상왕실은 성인의 혈통이라는 특별함이 주는 정신적 문화적 공감대와 후광이 커서 천자의 제례를 특별히 허락하는게 당연할 만큼의 인식이 세간에 팽배했기 때문이다. 송은 제후국중에서도 제후들간에 상석에서 주관하는 주장국으로 예우받으며 전국시대에는 국력이 강한 패권국이 송나라 역할을 대신했다. 상나라의 도읍에서 송나라로 계속 이어가게 된 제례의식은 제정일치 국가였던 상나라의 근본이자 정체성 이라고 할 수 있다. 제사라는 의식은 천신께 단순히 풍요를 기원하는 것 외에도 국가에 재앙이 있을 때는 그 재앙에 대해 왕이 직접 천신께 제사로 국가적 문제에 제사를 지내고 점을 쳐서 중대사를 결정했는데 제정일치 국가였던 상나라에서 제례를 내팽개치고 주색잡기에만 빠져서 나라를 망치는 주왕같은 폭군은 도저히 용납될수 없었으며 왕실의 어른들이 고해도 듣질 않고 폭정을 계속하자 맏형인 미자계가 나서서 국가 종묘사직의 근본을 본인의 영토로 옮겨와 정상적으로 제례를 이어가 제정일치국가의 영속성을 지키고 더이상의 죄악과 화를 피하기 위함이었던 것이다.
주나라는 천자국인 상나라의 종속국이었고 주왕의 민심이 기울어지자 신하가 왕을 쳐서 영토를 빼앗았을뿐 모든 국가적 문물과 법제등이 뒤쳐진 속국에 불과했다. 주나라가 나라의 기틀을 다시 새로짜기엔 정신적 문화적으로도 상나라의 속국이었으며 상나라의 법제와 문물을 새왕조라는 명분만으로 부정하기엔 모든면에서 주나라보다 우월했기에 주나라는 상나라를 거의 그대로 계승하게 된다. 상왕실 구성원중 일부는 왕실의 옛 고향인 동북쪽 한반도 씨족문명의 발원지로 돌아갔으며 미자계는 상나라 왕위 계승의 적통을 지닌 장자(長子)로 하늘에 상의 제례를 이어가고 주왕실과는 혈연적으로도 이어져있기 때문에 송나라 초대왕에 봉해지게된다.
송나라는 옛 상나라 천자의 후예 국가로 예우 받았으며 제례의 특권과 송왕으로 상나라를 보존하게 된다. 주무왕은 독자적인 통치철학으로 혁명을 하려는게 아니었고 모든면에서 우월했던 거대 통일왕조 상나라의 문명을 대체할수가 없었다. 따라서 주왕 달기등 폭정의 원흉들만 제거하고 모든걸 그대로 보존했으며 상나라의 거의 모든걸 그대로 유지했다. 상왕실의 일부 왕손들은 씨족의 옛 고향인 한반도로 돌아가고 주왕실의 허용으로 미자계의 숙부 기자는 고조선의 왕이되고 상왕실에서 옛 고향으로 여기며 중요시하던 한반도 신산의 제례를 맡긴건 상왕실의 계속성을 인정하고 제례를 통해 천신과 화합을 도모하는 권한의 영속을 유지하게 한 것이며 이는 단지 주왕실과의 혈연관계 때문만이 아니라 왕실간에 큰 정신적 사상적 공감대를 알 수 있고 주나라는 상나라를 모든면에서 그대로 계승한다. 후에 미자계의 후손인 공자도 이점을 높이사 주나라의 지위를 인정하고 주공을 호평했다. 주무왕이 죽고 어린 성왕이 즉위하자 주공단이 섭정했는데 무경은 이 틈을 노려 상나라 부활을 시도했고 삼감들도 주공단에 불만을 품고 있었으므로 이해 관계가 맞아 이들은 함께 삼감의 난을 일으켰다. 무경과 관숙은 처형되었으며 채숙과 곽숙은 추방되었다. 난의 평정후 미자계는 무경이 다스리던 상나라의 옛 도읍의 왕으로 봉해졌는데 이 나라가 송(宋)이다.
송나라 초대왕 미자계의 아들은 주나라의 왕실에 명목상은 관리로 데려갔으나 사실상 인질로 있었기 때문에 송나라에는 왕위를 이을 세자의 부재로 인해 곤란을 겪었다. 그래서 상나라 왕실의 예법대로 동생 송미중연(宋微仲衍)이 제후직을 이어받아 나라를 다스리게 되었고 이후의 송나라 제후는 미중연의 후손들이 세습하게 된다.